# Zăvoi (gmina)
Zăvoi – gmina w Rumunii, w okręgu Caraș-Severin. Obejmuje miejscowości  23 August, Măgura, Măru, Poiana Mărului, Valea Bistrei, Voislova i
Zăvoi. W 2011 roku liczyła 3946 mieszkańców.